# La Baiadera

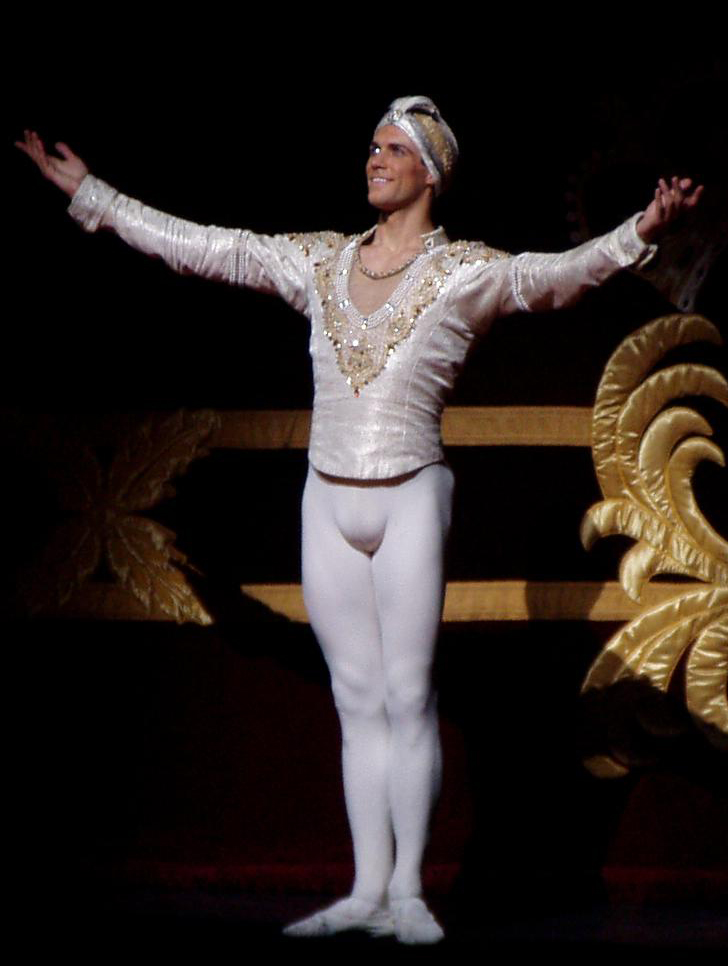
El príncep guerrer Solor, Royal Ballet, 2009

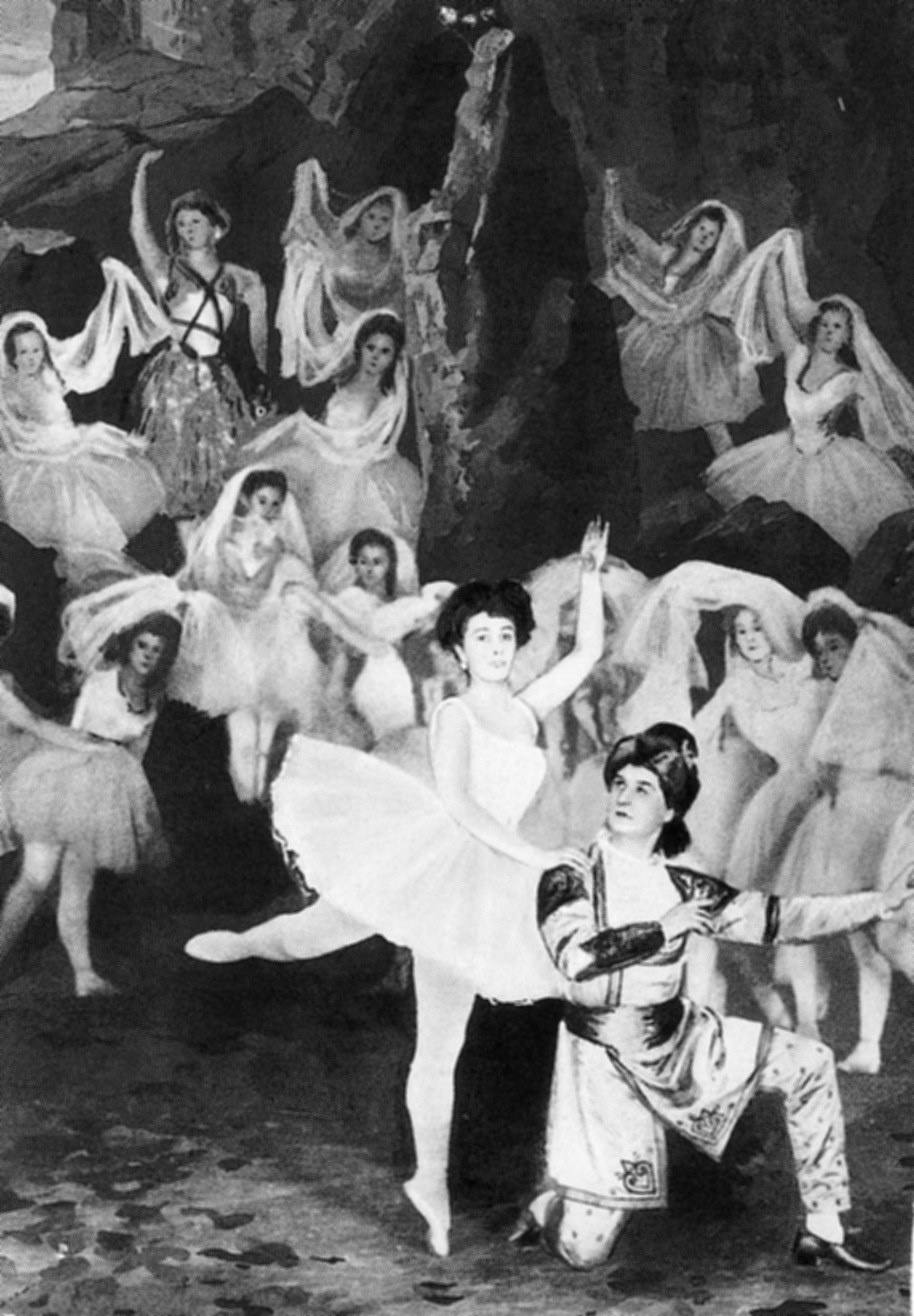
Segon acte de La Baiadera, Ballet Imperial, 1900

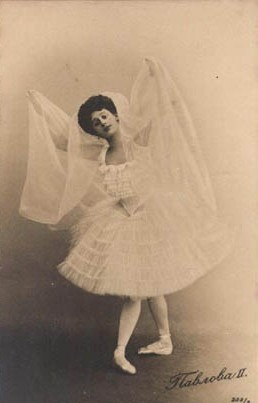
Anna Pàvlova caracteritzada com a esperit de la baiadera, en 1902

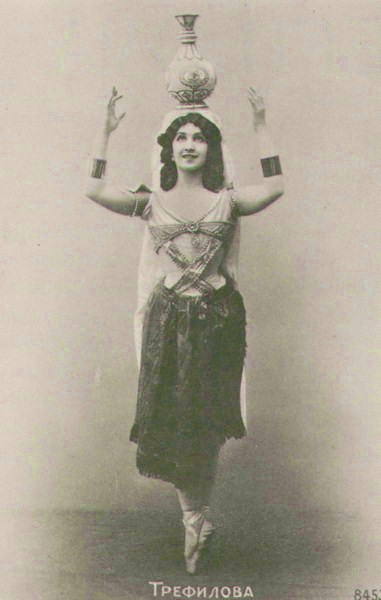
La baiadera al primer acte, any 1900

La Baiadera (en francès, La Bayadère) és un ballet de dansa clàssica en tres actes i cinc escenes, coreografiat originalment per Màrius Petipà sobre música de Ludwig Minkus i amb llibret de Sergei Khudekov. La va estrenar el Ballet Imperial al Teatre Mariïnski de Sant Petersburg en 1877 i protagonitzat per Lev Ivanov. En 1992, tres mesos abans de morir, Rudolf Nuréiev va presentar a París una versió de la coreografia de Petipà a la qual havia fet alguns canvis i reestructuracions i que va ser rebuda amb una llarga ovació. El ballet, que narra la història d'amor entre una baiadera i un príncep guerrer, està inspirat en dos drames del poeta hindú Kalidasa i ambientat en una Índia idealitzada segons la visió que tenien els romàntics europeus de l'època, i es caracteritza precisament per aquest orientalisme (que no orientalitat). Es tracta d'una coreografia del repertori clàssic que realitzen companyies de tot el món i que han ballat o almenys coneixen bé molts estudiants de dansa.
Una baiadera, devadasi a l'Índia, era un tipus de ballarina jove i bella reclutada des de la seva infantesa per a la seva formació artística en un ambient de disciplina conventual i que realitzava danses religioses i sagrades. Aquesta figura encisava els romàntics europeus del segle xix per la bellesa, l'exotisme i la visió idealitzada que imaginaven i que els portava al món dels somnis.

## Tema
La Baiadera narra la història de la baiadera Nikya, enamorada del príncep Solor, que està promès amb Gamzatti, la filla del rajà. D'altra banda, el gran sacerdot està enamorat de Nikya. Gamzatti defensarà el seu amor llençant una serp verinosa a Nikya, que mor. La història continua al món de les ombres, amb l'esperit de Nikya.

## Argument

### Acte 1
Els guerrers entren al bosc sagrat del Temple de retorn d'una cacera. El príncep Solor s'uneix a ells però demana que el deixin sol per pregar, però en realitat és per a veure la Nikya, Gran Baiadera del Temple. Comença la cerimònia de la Flama Sagrada a la que hi són presents els caps polítics, els sacerdots i les baiaderes. El Gran Sacerdot s'enamora de Nikya però ella el rebutja. Ell sospita que ella guarda un secret i es queda espiant-la. En acabar les festes, Nikya i Solor es juren amor etern i el Gran Sacerdot, furiós, invoca els déus per destruir Solor.
Més tard, comencen a entrar els guerrers a un saló del palau, convidats per a homenatjar el valent Solor. El raja li ofereix la mà de la seva filla Gamzatti com a recompensa i Solor queda embaucat per la seva bellesa i accepta. El Gran Sacerdot entra i diu al raja que Solor està amb la Nikya, pensant que així es desempallegarà de Solor, però Gamzatti ho ha sentit i decideix parlar amb Nikya perquè deixi el seu amant. Nikya es desespera i vol atacar la Gamzatti, encegada per la bogeria. No se'n surt, però Gamzatti i el seu pare decideixen que Nikya haurà de morir.
S'anuncia el compromís de Solor i Gamzatti al jardí del palau reial. Aya, la criada de Gamzatti, ofereix una cistella amb flors a la Nikya, dient-li que són del Solor, però quan Nikya les olora és picada per un àspid verinosa amagada entre les flors. El Gran Sacerdot, que ho veu, mira de curar-la amb un antídot, però al seu torn la Nikya ha vist en Solor amb la Gamzatti i vol morir.

### Acte 2
En Solor es troba a la seva tenda al campament, fumant opi. Sota la influència de la droga, li sembla veure la Nikya al regne dels morts, en forma d'espectre i multiplicada. Solor evoca la dansa d'ambdós devant de la Flama Sagrada però els seus pensaments s'interrompen quan els seus companys el criden per preparar el seu casament amb Gamzatti.

### Acte 3
Dins el temple dansa un ídol de bronze mentre els sacerdots, dirigits pel Gran Sacerdot, preparen la cerimònia nupcial. Més tard entren els nuvis rodejats de les baiaderes, dansant devant de la Flama Sagrada. En Solor no pot evitar sentir-se contínuament assaltat per la imatge de Nikya però en un moment donat, a més, apareix de sobte una cistella amb flors idèntica a la que la va matar. Gamzatti la veu i s'espanta, vol marxar al més ràpidament possible, motiu pel qual vol que la cerimònia acabi abans. Solor se sent turmentat, no sap què fer però segueix els altres. El Gran Sacerdot pronuncia els mots sagrats que el casaran amb la Gamzatti però els déus estan tan empipats que destrueixen el temple, matant tots els presents. Les ànimes de Solor i Nikya s'uneixen en un amor etern.

## Estil
La Baiadera és una de les grans obres de Màrius Petipà, que és qui va donar la tècnica, rigorositat i distinció a la dansa clàssica tal com l'entenem avui i que va treballar sobretot el romanticisme. Petipà considerava que la coreografia era l'element més important d'un ballet i en aquest ho és fins al màxim exponent. En concret el segon acte, per exemple, anomenat el Regne de les Ombres, està expressament dissenyat per al lluiment de les trenta-dues ballarines que hi actuen i que necessiten una tècnica molt treballada que pot posar a prova la qualitat d'una companyia de dansa.
El que fa diferent aquest ballet respecte als anteriors de Petipà, i de la dansa clàssica en general, és que augmenta el llenguatge coreogràfic incorporant, sense sortir del classicisme, nous components artístics inèdits en aquell moment, tant quant a la coreografia en si mateixa com a la posada en escena.
Aquest ballet posa a prova també la capacitat dramàtica dels ballarins, tot i que l'escena més cèlebre és l'entrada de les baiaderes transformades en esperits (les Ombres), en una coreografia senzilla i repetitiva, però sobretot aparentment mancada d'acció dramàtica. Les ballarines actuen amb tutú curt blanc i entren una a una sobre les puntes per una rampa de dos metres d'alçada. L'altra escena més coneguda destaca per la seva espectacularitat i correspon a la destrucció del temple al tercer acte.
Els elements romàntics són nombrosos, alguns són l'orientalisme, el misticisme que insinua la religió i el personatge de la baiadera, l'amor impossible, el món dels esperits i el fet de sortir ja morta o la mateixa estètica, amb les ballarines amb tutús blancs i vels agafats als braços. La dansa i l'escenografia creen una atmosfera que fa difícil discernir entre realitat i fantasia, crean un ambien de somnis meravellós i ple de llum.
La Baiadera es va crear com una superproducció, havia de ser molt espectacular, mostrar vestits luxosos d'ensomni, etc.

## Representacions als Països Catalans
Els dies 9, 10 i 11 de juliol de 2009 la companyia de dansa d'Ángel Corella, Corella Ballet, va actuar amb aquest ballet, segons la coreografia original de Petitpa, al Liceu de Barcelona.